# 拉尔迪拉戈
拉尔迪拉戈（義大利語：Lardirago），是意大利帕维亚省的一个市镇。总面积5平方公里，人口1248人，人口密度249.6人/平方公里（2009年）。国家统计（ISTAT）代码为018080。

## 友好城市
- 蓬塔杜索爾